# Evento multideportivo

La ceremonia de apertura de los primeros Juegos Olímpicos modernos en el estadio Panathinaikó.

Un evento multideportivo es una serie de competiciones atléticas organizadas en diferentes disciplinas deportivas que se llevan a cabo durante varios días. El principal evento multideportivo a nivel mundial son los Juegos Olímpicos modernos.
Después de los Olímpicos han sido creados muchos eventos multideportivos regionales. Algunos de ellos conservan la misma estructura. Las competencias se efectúan durante varios días y por lo general tiene una ciudad sede, que cambia en cada edición. Los países o las regiones que son representadas envían a sus equipos conformados por atletas que compiten en una amplia variedad de disciplinas deportivas. Los atletas o los equipos reciben medallas de oro, plata y bronce para el primero, segundo y tercer puesto respectivamente. Cada edición se realiza con una periodicidad establecida, generalmente cada cuatro años.

## Juegos Olímpicos
El primer evento multideportivo moderno fueron los Juegos Olímpicos, organizado por el Comité Olímpico Internacional (establecido en 1894) cuya primera edición se realizó por primera vez en 1896 en Atenas, Grecia. Las Olimpiadas se volvieron muy populares a principios del siglo XX. El número de deportes olímpicos sigue aumentando en cada edición.

## Otros eventos
A principios del siglo XX, otro evento multideportivo, los Juegos Nórdicos se celebraron por primera vez en Suecia en 1901, organizados por el General Viktor Gustaf Balck. Su segunda edición se celebró en 1903 y la tercera en 1905, fecha desde la cual se celebraron cada cuatro años hasta 1926. Balck intentó incluir deportes de invierno en el programa de los Juegos Olímpicos, en especial el patinaje artístico. Finalmente en los Juegos Olímpicos de Londres 1908, se celebraron cuatro pruebas de patinaje. Ulrich Salchow (10 veces campeón del mundo) y Madge Syers ganaron los títulos individuales. En 1924 se celebró la Semana de Deportes de Invierno en Chamonix previo a los Juegos Olímpicos de París 1924, el cual posteriormente fue declarado por el Comité Olímpico Internacional como la primera edición de los Juegos Olímpicos de Invierno.
En la década de 1920, se crearon todo tipo de eventos multideportivos. Estos estaban dirigidos generalmente para un selecto grupo de atletas, no para todo el mundo como era - básicamente - el caso de los Juegos Olímpicos. Los soviéticos organizaron las Espartaquiadas primera vez en 1920, una alternativa comunista a los "Juegos Olímpicos, y en 1922 se organizaron las Olimpiadas Universitarias en Italia, un evento precursor de las Universiadas, destinado sólo para alumnos universitarios en todo el mundo. En esta época también se comenzaron a crear eventos multideportivos regionales, como los Juegos del Lejano Oriente y los Juegos Centroamericanos y del Caribe, que se crearon en 1926 y son el evento multideportivo regional más antiguo vigente en la actualidad.

## Lista de algunos eventos multideportivos
Los Juegos Olímpicos continúan siendo el principal evento multideportivo en el mundo en términos de interés e importancia, pero muchos otros también han cobrado la atención.

### Eventos mundiales
- Juegos Mundiales, organizados desde 1981, comprende deportes no olímpicos.
- Juegos Mundiales de Deportes Mentales, organizados desde 2008, comprende deportes de habilidad mental.
- X Games, comprende deportes extremos.
- Juegos Paralímpicos, organizados desde 1960, para atletas con alguna discapacidad física o mental.

### Por ocupación
- Universiadas, organizadas desde 1923 para estudiantes universitarios.
- Juegos Mundiales Militares, organizados desde 1995 para atletas militares.
- Juegos Mundiales de Policías y Bomberos, organizados desde 1985 para deportistas policías y bomberos.
- Invictus Games, son unos juegos adaptados para veteranos de guerra enfermos o heridos.

### Por organización e idioma
- Juegos de la Mancomunidad (Commonwealth Games), organizados desde 1930 para países integrantes de la Mancomunidad de Naciones.
- Juegos de la Francofonía, organizados desde 1989 para países que hablan idioma francés.
- Juegos de la Lusofonía, organizados desde 2006 para países que hablan idioma portugués.
- Juegos de la Solidaridad Islámica, organizados desde 2005 para países integrantes de la Organización de la Conferencia Islámica.

### Por afinidad histórica y política
- Juegos Bolivarianos, organizados desde 1938 para los países liberados por Simón Bolívar.
- Juegos de los Pequeños Estados de Europa, organizados desde 1985 para los ocho pequeños estados de Europa.
- Juegos de las Islas, organizados desde 1985 para equipos representativos de islas.
- Goodwill Games (Juegos de la Buena Voluntad), fueron unos juegos organizados entre 1985 y 2005 como alternativa al boicot olímpico de 1980 y 1984.
- Espartaquiada, fueron los juegos organizados entre 1928 y 1937 entre países soviéticos.
- Juegos de las Nuevas Fuerzas Emergentes, organizado una sola vez en 1963 para países de las nuevas fuerzas emergentes.
- Juegos del ALBA, organizados desde 2007 para países miembros de la Alianza Bolivariana para los Pueblos de Nuestra América.

### Por etnicidad
- Juegos Macabeos, organizado desde 1932 para atletas judíos.
- Juegos Panarábicos, organizados desde 1953 para naciones árabes.
- Juegos Pan Armenios, organidados desde 1999.
- Juegos Olímpicos Masái, organizados desde 2012.

### Por otras afinidades
- Gay Games, organizados desde 1982 para atletas de la comunidad LGBT.
- Juegos para adultos mayores, organizados desde 1985 para atletas veteranos.
- Juegos Europeos para adultos mayores,  organizados desde 2008, para atletas veteranos (generalmente de 30 a 35 años o más, que dependen del deporte).

### Eventos regionales
- Juegos Afroasiáticos, celebrado por primera vez en 2003 en India
- Juegos Panafricanos, organizados desde 1965 para los países africanos.
- Juegos Panamericanos, organizados desde 1951 para los países americanos.
- Juegos Centroamericanos y del Caribe, organizados desde 1926 para los países del Mar Caribe y Centroamérica. Es el evento regional más antiguo del mundo.
- Juegos Sudamericanos, organizados desde 1978 para los países sudamericanos.
- Juegos Arafura, organizados desde 1991 para los países de Oceanía.
- Juegos Asiáticos, organizados desde 1951 para los países asiáticos
- Juegos del Sudeste Asiático, organizados desde 1959 para países del sudeste asiático.
- Juegos de Asia Oriental, para países del este asiático.
- Juegos de Asia Occidental, para países del oeste asiático.
- Juegos de Asia Central, para países de Asia central.
- Juegos del Sur Asiático, para países del sur asiático.
- Festival Olímpico de la Juventud Europea, organizados desde 1991 en verano y 1993 en invierno para atletas jóvenes europeos.
- Juegos Mediterráneos, organizados desde 1951 para países alrededor del Mar Mediterráneo.
- Juegos del Pacífico, organizados desde 1963 para los países de Oceanía.
- Juegos Centroamericanos, organizados desde 1973 para los países de Centroamérica.
- Juegos del Caribe, inicialmente propuestos para 2009, suspendidos hasta 2011, para los países alrededor del Mar Caribe.
- Juegos del Ártico, organizados desde 1970 para regiones circumpolares.
- Juegos Indígenas de Norte América, organizados desde 1990 para representativos de pueblos indígenas norteamericanos.
- Juegos Europeos, organizados desde 2015 por los Comités Olímpicos Europeos para los países de dicho continente.
- Mini Juegos del Pacífico, versión reducida de los Juegos del Pacífico,   organizados desde 1983.
- Juegos Islámicos de la Solidaridad, organizado por la Organización para la cooperación islámica,   organizados desde 2005.
- Juegos Deportivos Iberoamericanos, organizados desde 2024 por el Centro Caribe Sports, Organización Deportiva Suramericana y Panam Sports para los países de dichos continentes del Caribe, Latinoamérica, Europa y Asia

### Eventos nacionales
- Juegos de la Micronesia, participa estados de los Estados Federados de Micronesia y países de la región.
- Juegos Nacionales de la República Popular China, posiblemente los juegos nacionales más antiguos, organizados desde 1910.
- Olimpiada Nacional México, Olimpiada Infantil y Juvenil, conocida como Olimpiada Nacional Organizada Año con Año desde 1996
- Juegos de Canadá, organizados desde 1967.
- Juegos Deportivos Nacionales de Colombia, organizados desde 1928.
- Juegos Deportivos Nacionales de Venezuela, organizados desde 1986.
- Festival Nacional Deportivo de Japón, organizado desde 1946.
- Festival Nacional Deportivo de Corea, organizado desde 1920.
- Juegos Deportivos Nacionales de Costa Rica, organizados desde 1981.
- Jugend trainiert für Olympia (Alemania) organizados desde 1969.
- Palarong Pambansa (Filipinas) organizados desde 1948.